# Witoslawitz

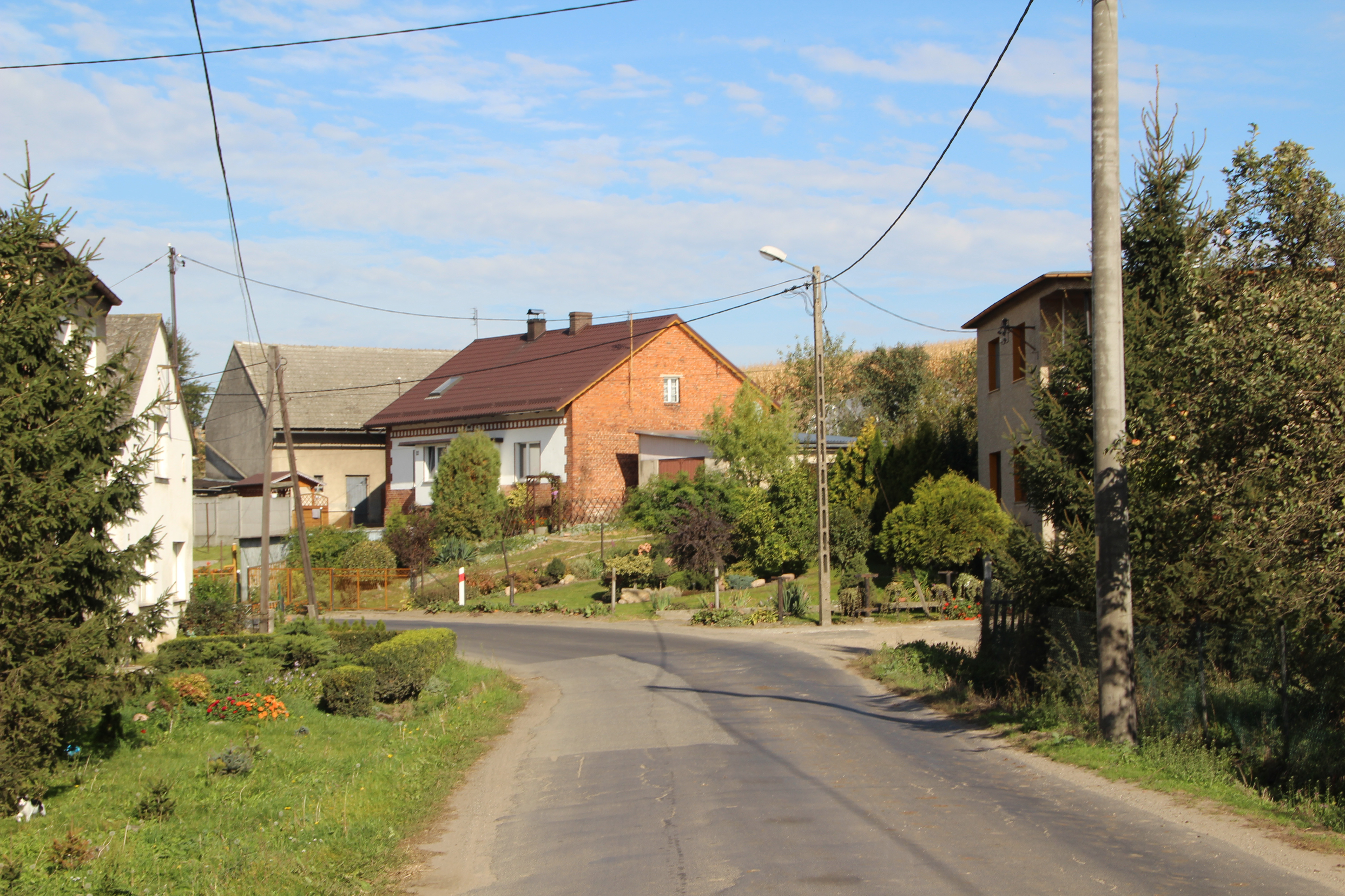
Ortsbild

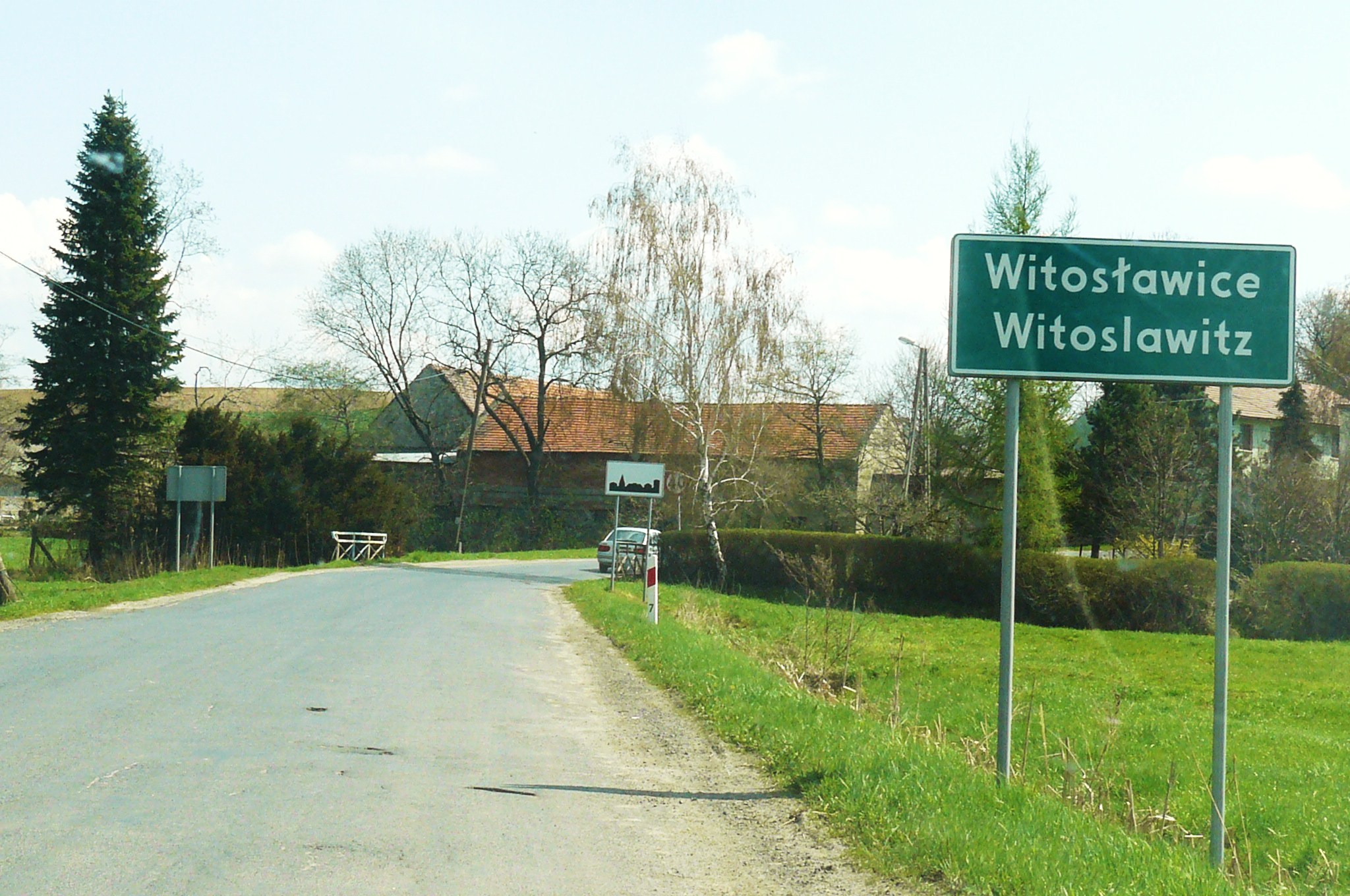
Ortstafel

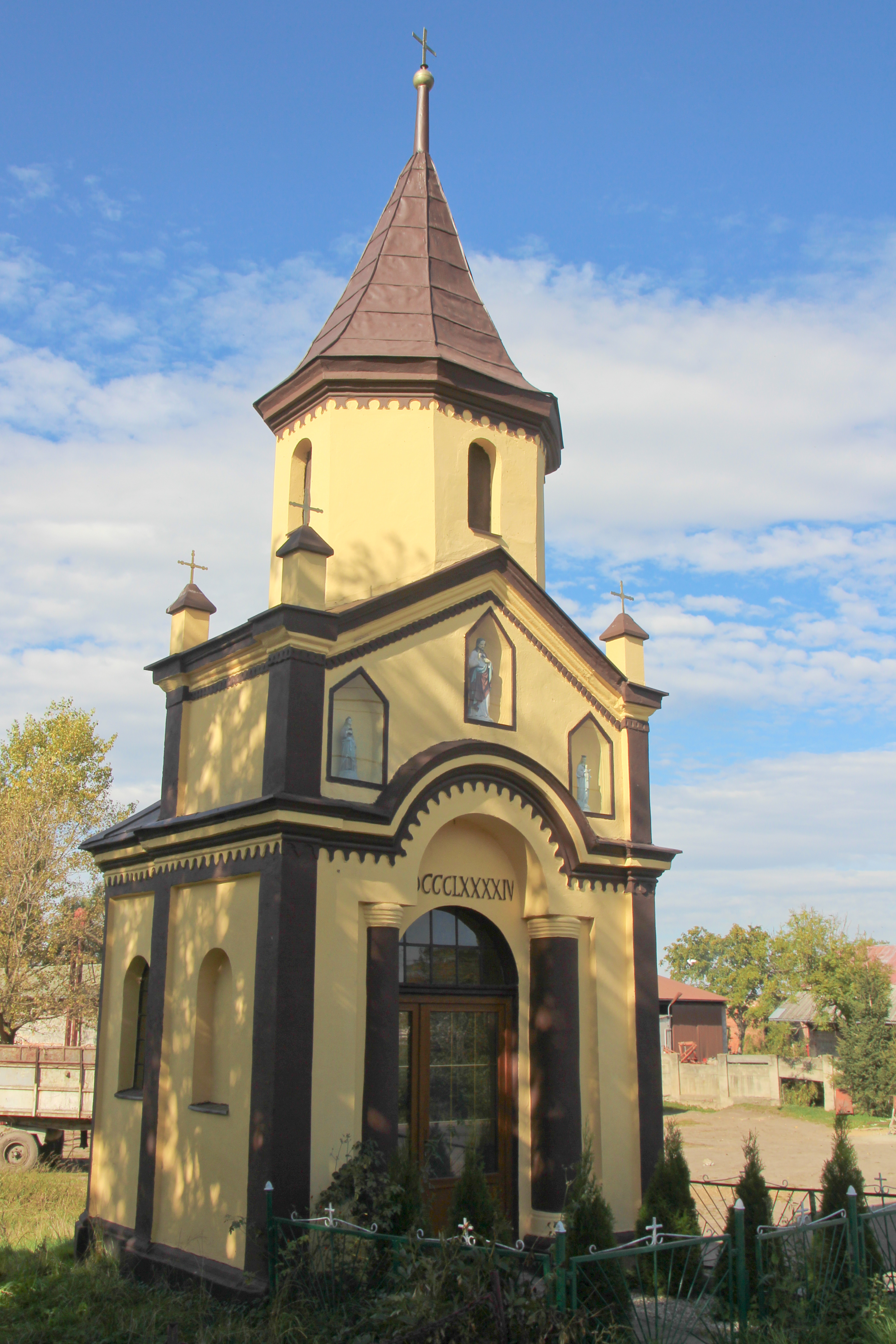
Wegkapelle mit Glockenturm

Witoslawitz, polnisch: Witosławice ist eine Ortschaft in Oberschlesien. Sie liegt in der Gemeinde Groß Neukirch im Powiat Kędzierzyńsko-Kozielski (Landkreis Kandrzin-Cosel) in der Woiwodschaft Oppeln.

## Geografie
Witoslawitz liegt rund vier Kilometer südlich vom Gemeindesitz Groß Neukirch, 18 Kilometer südlich von der Kreisstadt Kędzierzyn-Koźle (Kandrzin-Cosel) und 54 Kilometer südlich von der Woiwodschaftshauptstadt Oppeln.

## Geschichte
Der Ort entstand spätestens im 13. Jahrhundert und wurde 1217 erstmals urkundlich als „Witoslavici“ erwähnt.
Der Ort wurde 1783 im Buch Beyträge zur Beschreibung von Schlesien als Wietaslowi(t)z, Witoslawi(t)z und Witaslawi(t)z erwähnt, gehörte einem Freiherrn von Kalckreuth(er) und lag im Landkreis Cosel und hatte 192 Einwohner, ein Vorwerk, eine Mühle, elf Bauern und 31 Gärtner. 1865 hatte Witoslawitz sieben Bauern, zwei Halbbauern, drei Auszüglerstellen, 21 Gärtnerstellen und 22 Häuslerstellen, ferner eine Wassermühle und eine Schmiede. Die Kirche und die Schule befanden sich in Grzendzin. Das Gut Witoslawitz gehörte zum Rittergut Czienskowitz.
Bei der Volksabstimmung in Oberschlesien am 20. März 1921 stimmten im Ort 183 Wahlberechtigte für einen Verbleib Oberschlesiens bei Deutschland und 69 für eine Zugehörigkeit zu Polen. Witoslawitz verblieb nach der Teilung Oberschlesiens beim Deutschen Reich. Am 16. Mai 1936 wurde der Ort im Zuge einer Welle von Ortsumbenennungen der NS-Zeit in Wiesenstein umbenannt. Am 1. Oktober 1937 wurde der Ort in die Gemeinde Teilbach (später „Grenzen“) eingemeindet. Bis 1945 befand sich der Ort im Landkreis Cosel.
1945 kam der bis dahin deutsche Ort unter polnische Verwaltung und wurde anschließend der Woiwodschaft Schlesien angeschlossen und ins polnische Witosławice umbenannt. Der Landkreis Cosel wurde in Powiat Kozielski umbenannt. 1950 kam der Ort zur Woiwodschaft Oppeln. 1975 wurde der Powiat Kozielski aufgelöst. 1999 kam der Ort zum neugegründeten Powiat Kędzierzyńsko-Kozielski. Am 29. April 2011 erhielt der Ort zusätzlich den amtlichen deutschen Ortsnamen Witoslawitz.

## Sehenswürdigkeiten
- Wegkapelle mit Glockenturm
- Wegkreuze